# Izzat Hilmi Abdul Halil
Izzat Hilmi Abdul Halil, né le 18 septembre 1995, est un coureur cycliste malaisien. 

## Palmarès et résultats

### Palmarès par année
- 2015
  - 2e du championnat de Malaisie sur route espoirs
- 2016
  -  Champion de Malaisie sur route espoirs
  - 3e du championnat de Malaisie de VTT cross-country eliminator
- 2017
  - 2e étape du Tour de Linggarjati
- 2018
  - 3e étape du Tour de Siak
- 2024
  - 2e étape du Jelajah Negeri Sembilan
  - 3e étape du Tour de Siak

### Classements mondiaux
| Année                                 | 2015 | 2016  | 2017  | 2018  | 2019  | 2020 | 2021 | 2022  | 2023  | 2024  |
| ------------------------------------- | ---- | ----- | ----- | ----- | ----- | ---- | ---- | ----- | ----- | ----- |
| Classement mondial                    |      | 2311e | 2165e | 1877e | 2677e | nc   | nc   | 2511e | 2353e | 1654e |
| UCI Asia Tour                         | 353e | 515e  | 447e  | 337e  | 264e  | nc   | nc   | 282e  | nc    | nc    |
| UCI Oceania Tour                      | nc   | nc    | 73e   | nc    |       |      |      |       |       |       |
|                                       |      |       |       |       |       |      |      |       |       |       |
| Légende : nc = non classéSource : UCI |      |       |       |       |       |      |      |       |       |       |